# Bacchus en Diana
Bacchus en Diana is een schilderij van de Zuid-Nederlandse schilder Hendrick van Balen in het Rijksmuseum in Amsterdam.

## Voorstelling
Het stelt Diana voor, de Romeinse godin van de jacht, te herkennen aan de maansikkel op haar hoofd, en Bacchus, de god van de wijn met op zijn hoofd een kroon van wijnranken. Diana heeft haar jachtattributen, waaronder pijlenkokers en jachthoorn, aan een boom opgehangen, en viert feest met een zichtbaar dronken Bacchus. Ook zijn gevolg, bestaande uit satyrs, faunen en putti, zijn vol overgave aan het drinken en aan het muziekmaken. Eén satyr is zelfs zo ver heen dat hij moet braken. Aan de voeten van Bacchus voert een putto druiven aan een geit. Links daarvan legt een putto een tros druiven op de schoot van Diana. Diana aan de andere kant heeft haar nimfen meegenomen, die hard voor haar aan het werk zijn. Ze gebaart aan de nimf linksvoor die wild komt brengen, waaronder een konijn en een fazant, dat mogelijk voor Bacchus bestemd is. Op de achtergrond dragen twee nimfen een wijnvat.
Diana en Bacchus (of Artemis en Dionysos zoals ze in de Griekse mythologie genoemd worden) waren elkaars tegenpolen. Diana leefde van de jacht en leidde een sober leven met haar nimfen in de bergen. Ze wilde boven alles haar maagdelijkheid behouden en schuwde daarbij geen geweld. Bacchus aan de andere was als god van de roes vol levenslust. Hijzelf en zijn satyrs probeerden regelmatig Diana's nimfen te verleiden (zie onder meer de geschiedenis van Aura). Diana wees Bacchus dan ook af en het kwam regelmatig tot botsingen. Waarom Diana hier zo ongedwongen bij Bacchus is aangeschoven is onduidelijk.

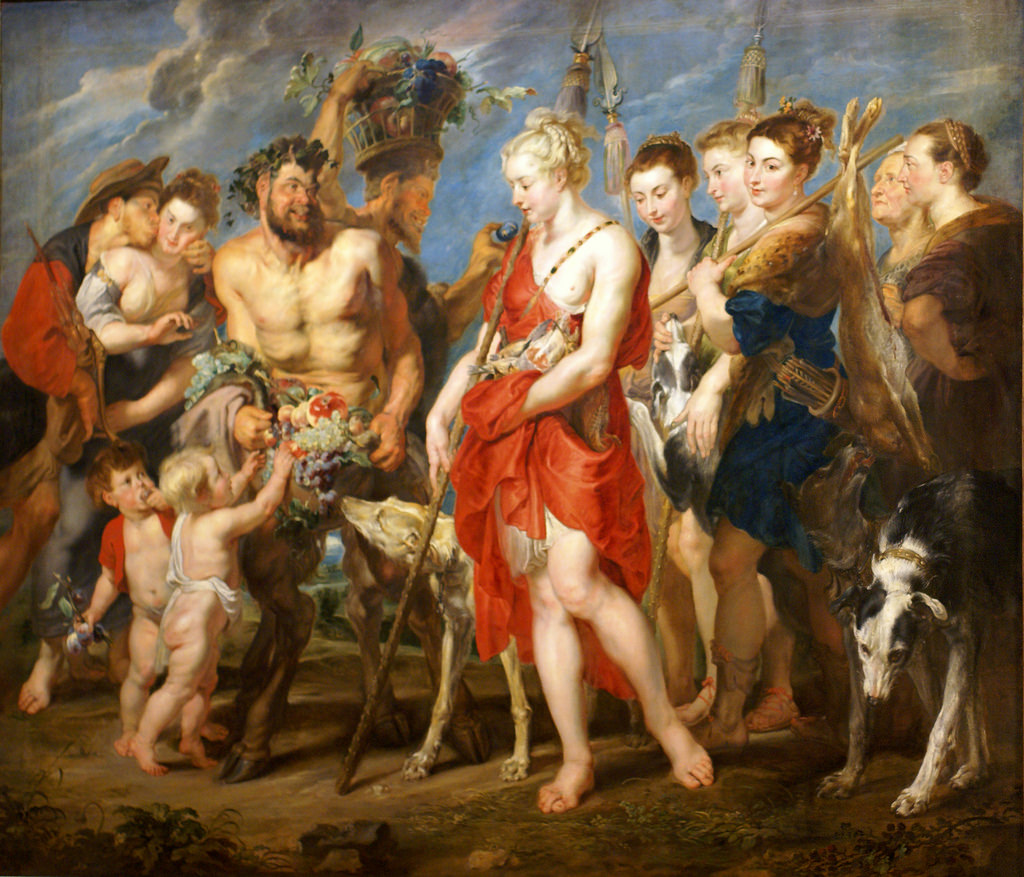
Peter Paul Rubens. De terugkeer van Diana van de jacht. Ca. 1617. Darmstadt, Hessisches Landesmuseum.

Jachttaferelen met mythologische figuren als Diana waren begin 17e eeuw erg populair bij de Zuid-Nederlandse adel. Rubens, bijvoorbeeld, schilderde haar verschillende keren. Van deze werken komt De terugkeer van Diana van de jacht in het Hessisches Landesmuseum Darmstadt het meest overeen met dat van Van Balen. Ook hier is sprake van een niet-agressieve ontmoeting tussen Diana en een stel bacchanten. Daarnaast schijnt ook Rubens' schilderij niet aan een specifiek mythologisch verhaal te zijn ontleend. De terugkeer van Diana van de jacht is later in prent gebracht door Schelte Adamsz. Bolswert. Hij voegde aan de voorstelling het volgend bijschrijft toe:

Sic vobis lassae sint proemia fausta puellae: Conueniunt epulis poma ferraeque bene
(Moge daarom de vermoeide meisjes een prijs voor u zijn: samen met fruit en wild vormen zij een goed feest)

## Toeschrijving en datering
Het schilderij is niet gesigneerd of gedateerd. Het wordt op stilistische grond aan Van Balen toegeschreven.

## Herkomst
Het werk is afkomstig uit het Kabinet Van Heteren Gevers, dat op 8 juni 1809 aangekocht werd door het Rijksmuseum.